# 保泉沙耶
保泉 沙耶（ほずみ さや、1988年7月22日 - ）は、東京都出身の女優。
身長160cm。B75cm・W56cm・H78cm。血液型はO型。
女優としては舞台での活動が圧倒的に多く、将来的にはミュージカル・スターを目標としている。
趣味は舞台鑑賞、映画鑑賞。特技は歌、ダンス、早口言葉、ものまね。

## 出演

### テレビドラマ
- テレビCMの日スペシャルドラマ メッセージ（2006年、TBS）

### Vシネマ
- はるこ☆UP DATE（2007年、ポニーキャニオン）さとみ役

### 舞台
- 三婆（1998年）
- オズの魔法使い（1999年）
- アニー（2001年）ペパー役
- ココ・スマイル2 〜約束の金メダル〜（2001年）エル役
- アニー（2003年）ジュライ役
- ふたり（2004年）中西敬子役
- 秘密の花園（2005年）主演 メアリ役
- 葉っぱのフレディ〜いのちの旅〜（2005年）クリス役
- スケリグ〜肩胛骨は翼のなごり〜（2005年 - 2006年）ミナ役
- Me & My Girl（2006年）
- 君に捧げる歌 a song for you（2006年）主演 詩織役
- Broadway Gala Concert 2008 次世代ミュージカルスター育成Pjt．グランプリ受賞
- Grease (2008) Patty役
- アニー（2009年）大人アンサンブル
- カーテンズ（2010年）大人アンサンブル

### CM
- ボルボ（1998年）声の出演のみ
- 城南進学研究社 城南予備校（2005年）

### インターネットテレビ

#### ドラマ
- ミニッツ・ストーリー 年上の人〜手と手〜（2005年、au EZアップチャンネル）
- ミニッツ・ストーリー 年上の人〜門限〜（2005年、au EZアップチャンネル）

## 音楽

### アルバム
- ニャニがニャンだー ニャンダーかめん オリジナル・サウンドトラック（2000年）
- ニャニがニャンだー ニャンダーかめん キャットタウンのゆかい仲間たち!（2001年）
- 秘密の花園 サウンドトラック（2005年）